# Bret Hart
Bret Sergeant Hart (ur. 2 lipca 1957 w Calgary) – kanadyjski wrestler pochodzący z rodziny Hartów, wielopokoleniowej rodziny zawodowych zapaśników. Osiągnął sukces jako członek zespołu wrestlerskiego The Hart Foundation, dwukrotnie zdobywając główne mistrzostwo drużynowe WWF, i jako zawodnik solowy, zdobywając pięciokrotnie główne mistrzostwo WWF i dwukrotnie WCW World Heavyweight Championship. Wygrał też dwa razy turniej King of the Ring i raz walkę Royal Rumble. Był kluczową postacią w incydencie zwanym Montreal Screwjob. Za swoje osiągnięcia został wprowadzony do galerii sławy WWE Hall of Fame.

## Młodość
Bret Sergeant Hart urodził się 2 lipca 1957 w Calgary, w kanadyjskiej prowincji Alberta. Wywodzi się z rodziny Hartów. Był jednym z dwunastu dzieci Stu Harta i Helen Hart. Miał pięciu starszych braci, Smitha, Bruce’a, Keitha, Wayne’a i Deana; dwie starsze siostry, Ellie i Georgię; dwie młodsze siostry, Alison i Dianę; oraz dwóch młodszych braci, Rossa i Owena. W młodości trenował zapasy.

## Kariera wrestlerska
Jego trenerami byli Mr. Hito, Mr. Sakurada i Stu Hart. On sam trenował wrestlerów: Beefa Wellingtona, Edge’a, Gary’ego Williamsa, Glena Kulkę, Kena Shamrocka, Kurrgana, Massive Damage'a, Notorious TID-a, Slade’a, Testa i Todda Douglasa.

### Wczesna kariera (1978–1984)
Debiutował jako wrestler 2 maja 1978. Przez większość wczesnej kariery był członkiem kanadyjskiej organizacji wrestlingu Stampede Wrestling i kilkunastokrotnie zdobył jedno z mistrzostw tej organizacji. Razem ze swoim bratem Smithem Hartem zdobył mistrzostwo drużynowe WWC Caribbean Tag Team Championship w portorykańskiej organizacji wrestlingu World Wrestling Council.

### World Wrestling Federation (1984–1997)

#### The Hart Foundation (1987–1991)
Dołączył do World Wrestling Federation (WWF) po tym jak Vince McMahon wykupił organizację Stampede Wrestling. Razem z nim do federacji przeszli ze Stampede Jim Neifhart, British Bulldog i Dynamite Kid.
W organizacji World Wrestling Federation jego styl wyróżniał się pod względem technicznym, a jego metody szybko stały się popularne wśród wrestlerów. Systematycznie skupiał się na słabościach przeciwnika i oszczędzał siły, czekając aż oponent się zmęczy. Gdy przeciwnik był już osłabiony, Hart wykańczał go chwytem Sharpshooter. Był też innowatorem ofensywy i posiadał umiejętność doprowadzania do przypięcia w nietypowych sytuacjach. Przez większość kariery charakterystyczny dla niego był różowo-czarny strój.
Po przyłączeniu się do WWF stworzył tag team o nazwie The Hart Foundation ze swoim szwagrem, Jimem „The Anvil” Neidhartem. 26 stycznia 1987 pokonali drużynę The British Bulldogs (Dynamite Kid i Davey Boy Smith) w walce o mistrzostwo drużynowe WWF World Tag Team Championship, które stracili 27 października przegrywając ze Strike Force (Rick Martel i Tito Santana).
24 stycznia 1988 Hart wziął udział w bitwie na inauguracyjnej gali Royal Rumble. Wszedł na ring jako pierwszy i razem Jimem Neidhartem dokonał pierwszej eliminacji, wyrzucając wspólnie z ringu Tito Santanę. Został wyeliminowany jako ósmy przez Jima Duggana. 21 stycznia 1990 wziął udział w kolejnej bitwie na gali Royal Rumble. Tym razem wszedł jako ósmy i został wyeliminowany jako dziewiąty przez Dusty’ego Rhodesa.
27 sierpnia 1990 The Hart Foundation ponownie zdobyli mistrzostwo drużynowe WWF World Tag Team Championship, pokonując poprzednich mistrzów, drużynę Demolition na gali WrestleMania VI. 19 stycznia 1991 Hart ponownie wziął udział w bitwie na gali Royal Rumble. Po raz kolejny wszedł jako pierwszy i tym razem został wyeliminowany jako czwarty przez Undertakera.
24 marca 1991 drużyna The Hart Foundation straciła mistrzostwo przegrywając je w walce z tag teamem Nasty Boys (Brian Knobs i Jerry Sags).

#### Zdobywca wielu mistrzostw i osiągnięć (1991–1996)

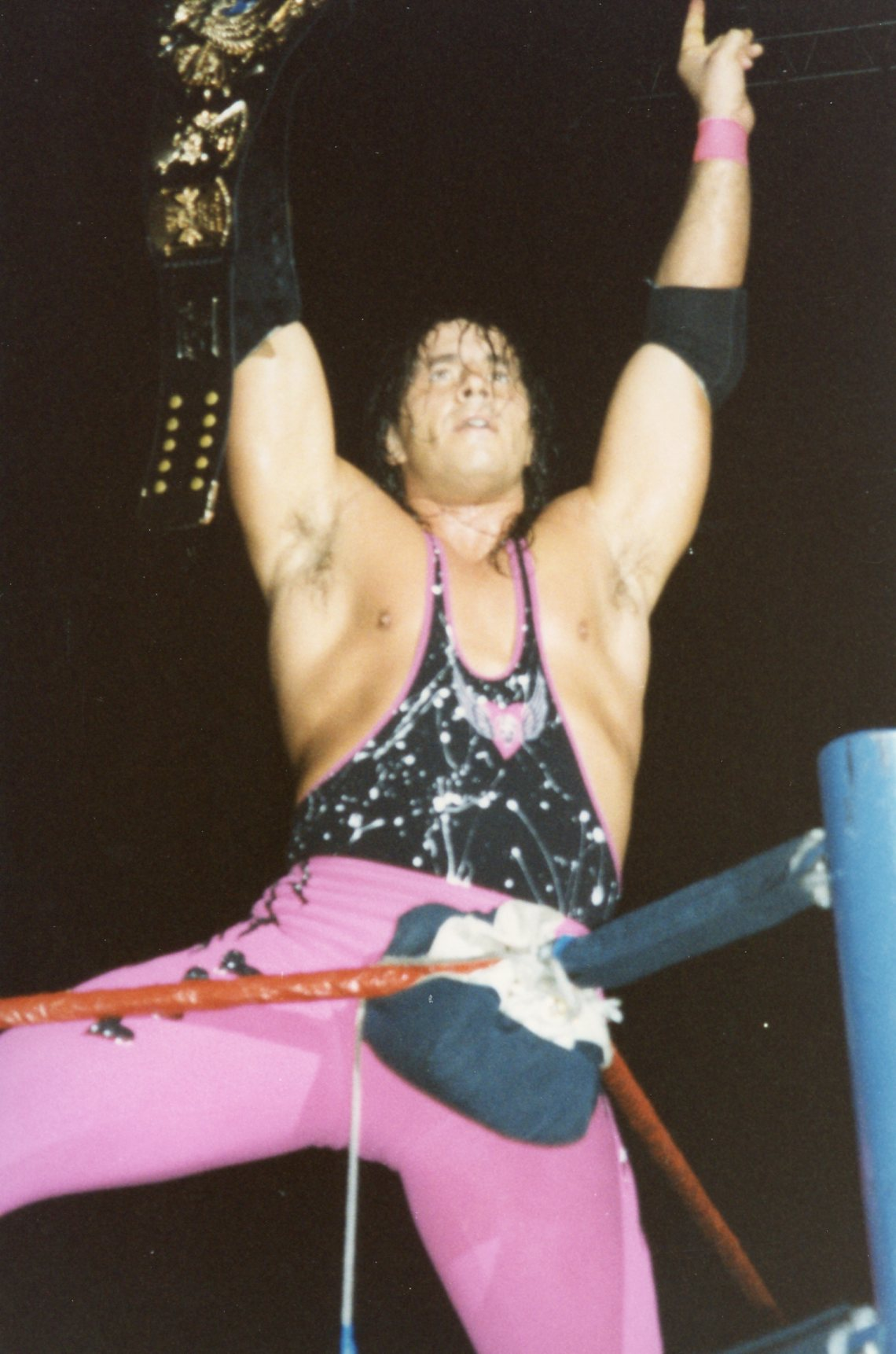
Bret Hart z pasem mistrzowskim WWF Championship

Po 1991 Bret Hart zaczął odnosić większe sukcesy jako zawodnik solowy. 26 sierpnia pokonał Mr. Perfecta w walce o mistrzostwo WWF Intercontinental, a 7 września wygrał turniej King of the Ring, pokonując w kolejnych rundach Pete’a Dougherty, Skinnera oraz Irwina R. Schystera.
17 stycznia 1992 stracił swoje mistrzostwo przegrywając walkę z The Mountiem, ale odzyskał je 5 kwietnia na gali WrestleMania VIII, pokonując ówczesnego mistrza, Roddy Pipera. Kolejne panowanie Harta było krótsze. 29 sierpnia stracił tytuł przegrywając walkę przeciwko The British Bulldogowi na gali SummerSlam. Swoje pierwsze mistrzostwo światowe, WWF World Heavyweight Championship, zdobył 12 października na nieemitowanym w telewizji wydarzeniu w Saskatoon w prowincji Saskatchewan, w Kanadzie. Pokonał dotychczasowego mistrza, Rica Flaira, zakładając mu chwyt Sharpshooter i zmuszając go do poddania się. Wtedy też Bret Hart wymyślił swoje motto: Jestem najlepszym jaki jest, najlepszym jaki był i najlepszym jaki kiedykolwiek będzie.
4 kwietnia 1993 Yokozuna pokonał Breta Harta w walce o WWF World Heavyweight Championship. Po wygranej manager nowego mistrza, Mr. Fuji, wyzwał Hulka Hogana do walki o tytuł jeszcze na tej samej gali. Hogan przyjął wyzwanie, wygrał i rozpoczął swoje piąte panowanie mistrzowskie. Wiele lat później Hart w swojej autobiografii, My Real Life in the Cartoon World of Wrestling, wydanej w 2009, zarzucił Hoganowi wymuszenie na zarządzie takiego poprowadzenia historii grożąc, że inaczej nie pojawi się na gali. 13 czerwca Hart ponownie wygrał turniej King of the Ring. Tym razem pokonał w kolejnych rundach Razora Ramona, Mr. Perfecta i Bam Bam Bigelowa.
22 stycznia 1994 wziął udział w głównej bitwie na gali Royal Rumble. Wszedł na ring jako dwudziesty siódmy i wyeliminował Sparky Plugga (z pomocą Shawna Michaelsa), Genichiro Tenryu (z pomocą Lexa Lugera) oraz Fatu. Ponieważ Luger i Hart wypadli z ringu jako ostatni, mniej więcej w tym samym czasie, eliminując się nawzajem, obaj zostali ogłoszeni zwycięzcami Royal Rumble. 22 marca na gali WrestleMania X Bret Hart pokonał Yokozunę i odebrał mu mistrzostwo World Heavyweight Championship. 9 czerwca wprowadził do galerii sławy WWF Hall of Fame pierwszego posiadacza głównego mistrzostwa organizacji, Buddy’ego Rogersa. 23 listopada na gali Survivor Series Bob Backlund przejął mistrzostwo. Pokonał Breta Harta więżąc go przez ponad osiem minut w chwycie Cross Face Chicken Wing i zmusił go do poddania się. Ręcznik sygnalizujący poddanie rzuciła na ring matka Breta Harta.
19 listopada 1995 na gali Survivor Series Bret Hart pokonał Diesela w walce o mistrzostwo WWF World Heavyweight.
31 marca 1996 na gali Wrestlemania XII zmierzył się z Shawnem Michaelsem w walce typu Iron Man match o mistrzostwo WWF World Heavyweight. Po sześćdziesięciu minutach żaden zawodnik nie dokonał przypięcia, więc Michaels został ogłoszony zwycięzcą na zasadzie „nagłej śmierci”, czyli ze względu na uzyskanie wyraźnej przewagi. Zniesmaczony Hart przestał występować w organizacji na około 7 miesięcy.

#### Rywalizacja ze Steve’em Austinem (1996–1997)

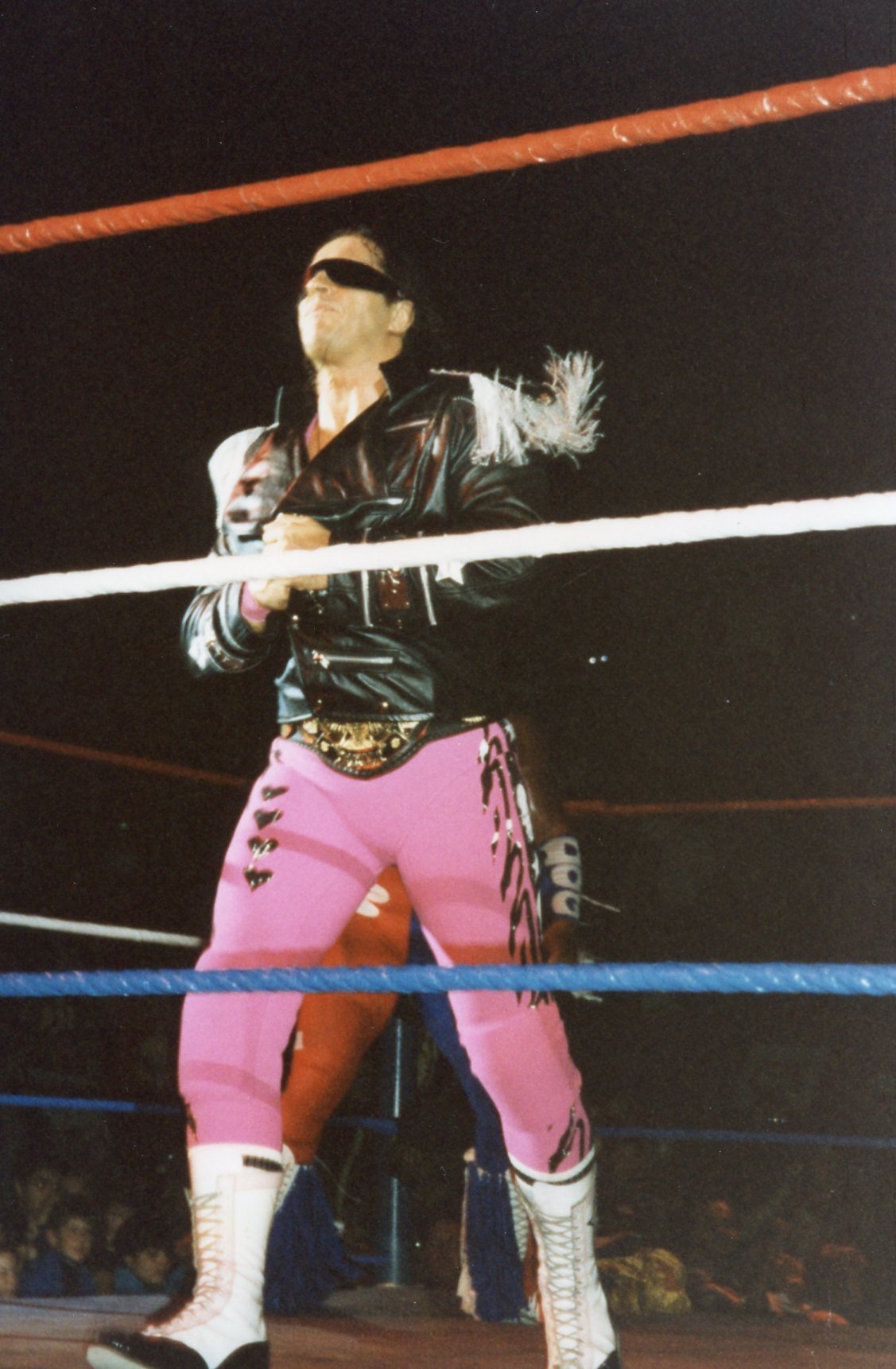
Bret Hart w swoim charakterystycznym stroju i z pasem WWF Championship

Pod nieobecność Harta Stone Cold Steve Austin zaczął wyrastać na główną gwiazdę WWF i kpił z Harta zachęcając go aby powrócił i zmierzył się z Austinem w walce. Hart odpowiedział na wezwanie i 16 listopada 1996 pokonał Austina na gali Survivor Series. Tego samego dnia wprowadził do galerii sławy WWE Hall of Fame Pata Pattersona. 2 grudnia 1996 wziął udział w turnieju Middle East Cup i wygrał, pokonując The British Bulldoga w pierwszej rundzie, pomijając drugą rundę i wygrywając Steve’a Austina w finale.
19 stycznia 1997 ostatni raz wziął udział w Royal Rumble. Wszedł na ring jako dwudziesty pierwszy i wyeliminował Jerry’ego Lawlera oraz Diesela. Na końcu wyeliminował Steve’a Austina, który był ostatnim pozostałym zawodnikiem uczestniczącym w bitwie. Jednak sędzia nie zauważył eliminacji, więc Austin szybko powrócił na ring, wyrzucił z niego Harta i został ogłoszony zwycięzcą. 16 lutego na gali In Your House 13: Final Four pokonał Stone Colda Steve’a Austina, The Undertakera i Vadera w walce typu Fatal 4-way o zwakowane mistrzostwo WWF World Heavyweight. Następnego dnia przegrał tytuł w pojedynku przeciwko Sycho Sidowi. Hart i Stone Cold zmierzyli się ze sobą jeszcze 23 marca na gali WrestleMania 13. Sędzią specjalnym był Ken Shamrock. W czasie walki Hart zranił Austinia w głowę tak mocno, że ten zaczął krwawić. Później Hart założył mu chwyt Sharpshooter. Austin opierał się, nie chcąc się poddać, ale zemdlał z powodu bólu i utraty krwi. W ten sposób Hart wygrał, jednak po walce dalej atakował przeciwnika. Shamrock w końcu odciągnął atakującego od atakowanemu. 6 lipca na gali Canadian Stampede grupa The Hart Foundation (Bret Hart, Jim Neidhart, Owen Hart, The British Bulldog i Brian Pillman) pokonała w walce 5 na 5 Stone’a Colda Steve’a Austina, Kena Shamrocka, Goldusta i tag team The Legion of Doom (Hawk i Animal). 3 sierpnia 1997 na gali SummerSlam Bret Hart pokonał Undertakera w walce mistrzostwo WWF Heavyweight. Sędzią specjalnym w pojedynku był Shawn Michaels, który niechcący znokautował mistrza krzesłem, próbując uderzyć Harta w afekcie.

#### Montreal Screwjob (1997)
9 listopada 1997 na gali Survivor Series Hart bronił mistrzostwa w walce przeciwko Shawnowi Michaelsowi. W trakcie walki Shawn Michaels założył Hartowi sharpshooter, czyli chwyt wykańczający charakterystyczny dla Breta Harta. Wtedy sędzia Earl Hebner krzyknął do chronometrażysty, Marka Yeatona, Ring the bell! (pl. Uderz w gong!) i uciekł z ringu. Ponieważ Michaels wcale się nie poddawał, Yeaton zawahał się, ale znajdujący się w pobliżu zarządca WWF, Vince McMahon, krzyknął Ring the bell! Ring the damn bell! (pl. Uderz w gong! Uderz w gong do cholery!). Tym razem chronometrażysta wykonał polecenie. Hart chwycił Michaelsa za kostkę, próbując jeszcze wykonać manewr odwracający chwyt. Tymczasem w pobliżu ringu pojawił się Triple H i ochrona. Michaels puścił przeciwnika, zszedł z ringu i zaczął kłócić się z McMahonem. Odmówił przyjęcia tytułu, ale po chwili wykonał polecenie przełożonego i wziął pas mistrzowski. Kiedy Bret Hart zdał sobie sprawę, że został oszukany, napluł w twarz Vince’owi McMahonowi, pokazał środkowy palec kulisom, zniszczył stół komentatorów włącznie z monitorami i narysował palcami w powietrzu litery W-C-W, dając wszystkim do zrozumienia, że odchodzi i przenosi się do konkurencyjnej organizacji wrestlingu, World Championship Wrestling, co wówczas nie było informacją znaną publice. Sprzęt nagrywający zniszczony przez Harta był wart około 20 tysięcy dolarów.
W rzeczywistości Bretowi Hartowi został przedstawiony inny scenariusz. Hart miał wygrać mistrzostwo i zrzec się go w najbliższym odcinku Raw Is War. Vince McMahon, Earl Hebner i Shawn Michaels postanowili jednak oszukać Harta i doprowadzić do jego przegranej bez jego wiedzy, ponieważ wiedzieli o tym, że mistrz przenosi się do organizacji World Championship Wrestling i obawiali się, że weźmie ze sobą pas mistrzowski.

### World Championship Wrestling (1997–2000)
Wielu pracowników World Wrestling Federation wyraziło poparcie dla Breta Harta w jego konflikcie z byłym przełożonym, Vince’em McMahonem. Wrestlerzy ze stajni The Hart Foundation oraz Mick Foley nawoływali do bojkotu programu Raw Is War i przez krótki czas odmawiali występów w organizacji. Wkrótce federacja rozwiązała kontrakt z British Bulldogiem i Jimem Neidhartem, aby ci mogli dołączyć do Harta w World Championship Wrestling (WCW). Również Rick Rude w geście solidarności odszedł z federacji i dołączył do WCW.
Z powodu klauzuli w kontrakcie z WWF, Bret Hart nie mógł walczyć w ringu przez pierwsze 60 dni od odejścia z federacji. Debiutował w WCW 28 grudnia 1997 na gali Starrcade jako gościnny sędzia w pojedynku między Larrym Zbyszko, a Erikiem Bischoffem, którzy walczyli o kontrolę nad programem WCW Monday Nitro. Na tej samej gali próbowano fabularnie nawiązać do Montreal Screwjob w czasie walki o główne mistrzostwo WCW między mistrzem Hulkiem Hoganem, a powracającym po przerwie Stingiem. Zgodnie ze scenariuszem, Hogan miał przypiąć Stinga, a sędzia odliczyć do trzech za szybko. Wtedy Bret Hart powstrzymałby kończące walkę uderzenie w dzwon, a Sting wygrałby uczciwie. Wszystko wydarzyło się zgodnie z planem z wyjątkiem odliczania przez sędziego, które nie było za szybkie. Wyglądało to zatem jakby Hart powstrzymał Hogana przed uczciwą wygraną, co wywołało negatywną reakcję publiczności.
W 1999 wziął udział w turnieju o zwakowane mistrzostwo WCW World Heavyweight Championship. W ramach turnieju 25 października pokonał Goldberga, 8 listopada Perry’ego Saturna, 15 listopada Kidmana, a 21 listopada na gali WCW Mayhem pokonał również pretendującego do tytułu Stinga i potem drugiego finalistę, Chrisa Benoit.
10 stycznia 2000 ogłosił przejście na emeryturę z powodu poważnego urazu, którego doznał po tym, jak Bill Goldberg kopnął jego głowę w jednym z pojedynków. 16 stycznia zwakował swoje mistrzostwo.

### World Wrestling Enterteinment (po 2006)

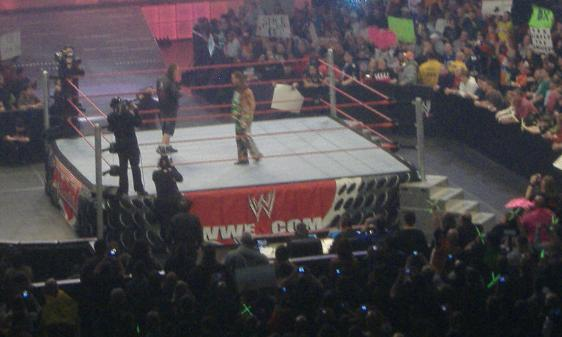
Bret Hart i Shawn Michaels w ringu WWE 4 stycznia 2010

Przez wiele lat po zakończeniu kariery Bret Hart deklarował, że nie chce mieć nic wspólnego z WWF/WWE. W końcu jednak 1 kwietnia 2006 został wprowadzony do WWE Hall of Fame przez Steve’a Austina i wystąpił na oficjalnej ceremonii dołączenia. 4 stycznia 2010 pojawił się w odcinku WWE Raw, w którym spotkał się z Shawn Michaelsem. Obaj ogłosili, że się pogodzili. Przez krótki czas występował jako wrestler i rywalizował z Vince’em McMahonem, nawiązując przy tym do Montreal Screwjob. 27 marca 2010 wprowadził do galerii sławy WWE Hall of Fame swojego nieżyjącego ojca, Stu Harta. Rywalizacja z McMahonem zakończyła się 28 marca 2010 wygraną Harta na gali WrestleMania XXVI.

## Inne media
Grał dżina w musicalowej scenicznej wersji Alladyna.

### Filmy
| Rok          | Film                     | Rola                            | Dodatkowe informacje |
| ------------ | ------------------------ | ------------------------------- | -------------------- |
| w produkcji  | Tales from the Dead Zone | Prywatny inspektor Tom Jenkings |                      |
| 2013         | Body Slam                | Murray Day / „Kat”              |                      |
| 2001         | Ten okropny rok!         | samego siebie                   | Film telewizyjny     |
| 1994         | Urodzeni mordercy        | Więzień                         | Sceny usunięte       |
| Źródło: IMDb |                          |                                 |                      |

### Seriale
| Tytuł                            | Rok  | Odcinek                                              | Rola        |
| -------------------------------- | ---- | ---------------------------------------------------- | ----------- |
| Objazd                           | 2018 | The Vows                                             | DJ          |
| Nieśmiertelny                    | 2000 | The Hunted                                           | Randall     |
| Nieśmiertelny                    | 2000 | Half Way                                             | Randall     |
| Kochanie, zmniejszyłem dzieciaki | 1998 | Honey, I’m Wrestling with a Problem... and the Chief | On sam      |
| Simpsonowie                      | 1997 | The Old Man and the Lisa                             | On sam      |
| Przygody Sindbada                | 1996 | The Ties That Bind                                   | Eyolf       |
| Lonesome Dove: The Outlaw Years  | 1995 | Partners                                             | Luther Root |
| Lonesome Dove: The Outlaw Years  | 1995 | Angel                                                | Luther Root |
| Lonesome Dove: The Outlaw Years  | 1995 | Love and War                                         | Luther Root |
| Lonesome Dove: The Outlaw Years  | 1995 | The Hideout                                          | Luther Root |
| Lonesome Dove: The Outlaw Years  | 1995 | Day of the Dead                                      | Luther Root |
| Lonesome Dove: The Series        | 1994 | Traveller                                            | Luther Root |
| Lonesome Dove: The Series        | 1994 | Snowbound                                            | Luther Root |
| Źródło: IMDb                     |      |                                                      |             |

### Gry komputerowe
Wzorowana na nim grywalna postać pojawiła się w trzydziestu sześciu grach na o wrestlingu. Były to:
- 25 gier z serii WWF i WWE: WWF Wrestlemania: Steel Cage Challenge (1992, SMS), WWF European Rampage Tour (1992, C64), WWF In Your House (1996, PS, Saturn, PC), WWF King of the Ring (1993, NES, GB), WWF Rage In The Cage (1993, SCD), WWF RAW (1994, GB, NES, SNES, Genesis, 32X), WWF Royal Rumble (1993, Genesis, NES, SNES), WWF War Zone (1998, N64, PS), WWF WrestleMania: The Arcade Game (1995, NES, SNES, PS, Genesis, 32X, Saturn, PC), WWF Wrestlemania: Steel Cage Challenge (1992, NES), WWE Day Of Reckoning (2004, GC), WWE Day Of Reckoning 2 (2005, GC), WWE SmackDown! vs. RAW (2004, PS2), WWE SmackDown! vs. RAW 2006 (2005, PS2, PSP), WWE SmackDown! vs. RAW 2007 (2006, Xbox, Xbox360, PS2, PSP), WWE SmackDown! vs. RAW 2008 (2007, Wii, DS, Xbox360, PS2, PS3, PSP), WWE Wrestlemania 21 (2005, Xbox), WWE Legends Of WrestleMania (2009, Xbox360, PS3), WWE SmackDown vs. RAW 2011 (2010, Wii, Xbox360, PS2, PS3, PSP), WWE All-Stars (2011, Wii, 3DS, Xbox360, PS2, PS3, PSP), WWE '13 (2012, Wii, Xbox360, PS3), WWE 2K14 (2013, Xbox360, PS3), WWE 2K16 (2015, Xbox360, XboxOne, PS3, PS4, PC), WWE 2K17 (2016, Xbox360, XboxOne, PS3, PS4, PC), WWE 2K18 (2017, XboxOne, PS4, PC)
- 5 gier z serii WCW: WCW Backstage Assault (2000, N64, PS), WCW Mayhem (1999, N64, GB, PS), WCW Nitro (1999, N64, PC), WCW/nWo Thunder (1998, PS), WCW/nWo Revenge (1998, N64)
- Dwie gry z serii Legends Of Wrestling: Legends Of Wrestling (2001, GC, Xbox, PS2), Legends Of Wrestling II (2002, GC, Xbox, PS2), Fire Pro Wrestling Returns (2005, PS2)[1]
- Dwie gry z serii Fire Pro Wrestling: Fire Pro Wrestling (2001, GB, GBA) i Fire Pro Wrestling 2 (2002, GBA). Postać na nim wzorowana nazywała się Blood Scorpion Brad Love[26]
- Showdown: Legends Of Wrestling (2004, Xbox, PS2)[1]

Podkładał głos pod odpowiadającą sobie postać w grach WWF Wrestlemania: The Arcade Game, WWF In Your House, WWF War Zone, Legends of Wrestling, WWE '13, WWE 2K14.

## Życie prywatne
8 lipca 1982 poślubił Julię A. Smadu (ur. 25 marca 1960 w Lestock). Rozwiedli się 24 czerwca 2002. Razem mieli czworo dzieci: córkę Jade Michelle Hart (ur. 31 marca 1983 w Calgary), syna Dallasa Jeffery’ego Harta (ur. 11 sierpnia 1984 w Calgary), córkę Alexandrę Sabinę Hart (ur. 17 maja 1988 w Calgary) i syna Blade’a Colton Hart (ur. 5 czerwca 1990 w Calgary). Później od 15 września 2004 do 2007 był żonaty z Cinzią Hart. Od 24 lipca 2010 jego żoną jest Stephanie Washington. Ma drugi dom we Włoszech.
Siostra jego pierwszej żony poślubiła członka drużyny The British Bulldogs, Dynamite Kida.
W 2002 przeżył udar mózgu i częściowy paraliż.

## Mistrzostwa i osiągnięcia
Magazyn Time umieścił Breta Harta na 32 pozycji na liście najwspanialszych Kanadyjczyków wszech czasów, a CBC na 39 pozycji na swoim odpowiedniku takiej listy.
- Stampede Wrestling
  - Stampede British Commonwealth Mid-Heavyweight Championship (3 razy)
  - Stampede International Tag Team Championship (5 razy) – z Leo Burke (1 raz) i Keithem Hartem (4 razy)
  - Stampede North American Heavyweight Championship (6 razy)[1]
  - Stampede Wrestling Hall of Fame[34]
- World Wrestling Entertainment
  - WWE United States Championship (1 raz)
  - WWE Hall of Fame (2006)
- World Wrestling Federation
  - WWF Intercontinental Championship (2 razy)
  - WWF World Heavyweight Championship (5 razy)
  - WWF World Tag Team Championship (2 razy) – z Jimem Neidhartem
  - Zwycięzca King of the Ring (1991, 1993)
  - Zwycięzca Royal Rumble (1994)
- World Championship Wrestling
  - WCW World Heavyweight Championship (2 razy)
  - WCW World Tag Team Championship (1 raz) – z Billem Goldbergiem
  - WCW United States Heavyweight Championship (4 razy)[1]
- World Wrestling Council
  - WWC Caribbean Tag Team Championship[34].
- Professional Wrestling Hall of Fame and Museum
  - Wprowadzony w 2008[35]
- Pro Wrestling Illustrated
  - Feud roku (1993, 1994) – z Jerrym Lawlerem (1993) i Owenem Hartem (1994)
  - Najbardziej inspirujący zawodnik roku (1994)
  - Najbardziej znienawidzony zawodnik roku, najlepszy heel (1997)
  - Powrót roku (1997)
  - PWI 500 (1993, 1994)
  - Stanley Weston Award (2003)
- Wrestling Observer Newsletter
  - Najlepsza walka w wrestlingu (1997) – ze Stone Cold Steve’em Austinem
  - Najlepszy feud (1993, 1997) – z Jerrym Lawlerem (1993) i The Hart Foundation (1997)
  - Wrestling Observer Newsletter Hall of Fame (1996)[1]